# Patrick Banggaard
Patrick Banggaard Jensen (* 4. dubna 1994, Dánsko) je dánský fotbalový obránce a mládežnický reprezentant, který hraje v klubu FC Midtjylland.

## Klubová kariéra
V Dánsku hrál v mládežnických letech za týmy Otterup B&IK a Fjordager IF.
V roce 2012 se představil v mužstvu Vejle Boldklub Kolding (klub s dvouletou životností: 2011–2013). V lednu 2013 přestoupil do jiného dánského klubu FC Midtjylland. S ním získal v sezóně 2014/15 ligový titul v Superligaen.

## Reprezentační kariéra
Banggaard nastupoval za dánské mládežnické reprezentace od kategorie U16. Zúčastnil se Mistrovství Evropy hráčů do 21 let 2015 konaného v Praze, Olomouci a Uherském Hradišti, kde byli mladí Dánové vyřazeni v semifinále po porážce 1:4 ve skandinávském derby pozdějším vítězem Švédskem.